# Sultanpur Lodhi
Sultanpur Lodhi là một thành phố và là nơi đặt hội đồng đô thị (municipal council) của quận Kapurthala thuộc bang Punjab, Ấn Độ.

## Nhân khẩu
Theo điều tra dân số năm 2001 của Ấn Độ, Sultanpur Lodhi có dân số 15.653 người. Phái nam chiếm 54% tổng số dân và phái nữ chiếm 46%. Sultanpur Lodhi có tỷ lệ 71% biết đọc biết viết, cao hơn tỷ lệ trung bình toàn quốc là 59,5%: tỷ lệ cho phái nam là 73%, và tỷ lệ cho phái nữ là 68%. Tại Sultanpur Lodhi, 11% dân số nhỏ hơn 6 tuổi.